# Fanny Buss
Frances Edith Cresswell, in der Öffentlichkeit als Fanny Buss bekannt, (* 23. März 1910 in Scargill, Region Canterbury, Neuseeland; † 5. Juni 1986 in Neuseeland) war eine neuseeländische Textil- und Modedesignerin. Gelegentlich war sie auch als Buchillustratorin und Kinderbuchautorin tätig.

## Frühes Leben
Frances Edith Buss als älteste von vier Kinder der Farmersfamilie Frances Ethel Pilbrow und George Howard Buss in Scargill, nordnordöstlich von Christchurch in der Region Canterbury in Neuseeland geboren. Sie besuchte ein Internat in Timaru und schrieb sich in den späten 1920er Jahren unter dem Namen Fanny Buss in der Canterbury School of Art ein, um Kunst studieren zu können. Sie begann dort ein Studium in Bildhauerei, Malerei, Aktzeichnen, Stillleben und Landschaftsmalerei, musste aber ihr Studium abbrechen und auf die Farm der Familie zurückkehren, als dieser während der Great Depression das Geld für diese Ausbildung fehlte.

## Ehe
Auf der Farm lernte sie Douglas Cresswell kennen, der nach dem Ersten Weltkrieg dort Arbeit gefunden hatte. Nach der Heirat stellte sie ihre Arbeit als Künstlerin zunächst zurück und zog in der Governors Bay südlich von Christchurch vier Kinder auf.

## Unternehmerin
Nachdem die Kinder älter geworden waren, begann sie wieder zu zeichnen und fing im Jahr 1953 an, Stoffe zu bedrucken. Sie probierte verschiedene Techniken aus und begann dann mit dem Siebdruck. Die Vorlagen erstellte sie selbst. Sie kreierte zunächst Einrichtungsstoffe, später auch Tischsets und einfache Kleidungsstücke. Als experimentierfreudige Künstlerin wagte sie schließlich auch Seide zu verarbeiten. Als ihr Mann 1960 starb, verkaufte sie das Haus in der Governors Bay und zog nach Christchurch.
Frances Buss erweiterte ihr Geschäft und belieferte Firmen wie New Vision Gallery in Auckland, Dawson's in Dunedin und Olivia's Dress Shop in Christchurch. Sie fertigte Alltagskleidung für berufstätige Frauen, gelegentlich Hochzeitskleider auf Bestellung und Kleidung mit Māori-Motiven für ein Modestudio und das Ethnic Art Studio in Wellington an. Zusammen mit Partnerinnen eröffnete sie einige Läden, die aber bald wieder geschlossen werden mussten. So konzentrierte sie sich weiterhin auf ihr Großhandelsgeschäft.
1982 erlitt sie einen Schlaganfall. Nach ihrem Tod teilte sich ihr Unternehmen in zwei Teile auf, wurde aber unter ihrem Label Fanny Buss zunächst weiter geführt. Nach 1989 hörten auch diese Unternehmen auf zu existieren.